# Rio da Peneda
O rio da Peneda é uma rio de Portugal, na freguesia da Gavieira, concelho de Arcos de Valdevez, distrito de Viana do Castelo. Nasce na serra da Peneda junto à portela do Lagarto, cerca de 5 km a norte da Senhora da Peneda e no início do seu curso é também chamado de rio das Tieiras. Passa pela Senhora da Peneda, pelo lugar de Baleiral e próximo de Tibo, desaguando no rio Castro Laboreiro a cerca de 2,5 km a norte da Várzea.
Pertencente à bacia hidrográfica do rio Lima e à região hidrográfica do Minho e Lima.
Tem um comprimento aproximado de 10,7 km e uma área de bacia de aproximadamente 77,5 km².

## Afluentes
- Rio da Veiga[2]